# Ololygon albicans
Ololygon albicans é uma espécie de anfíbio da família Hylidae. Endêmica do Brasil, onde pode ser encontrada na Serra do Mar no estado do Rio de Janeiro.